# Thomas Chrowder Chamberlin
Thomas Chrowder Chamberlin (/ kraʊdər/; (25 september 1843 - 15 november 1928) was een Amerikaanse geoloog en pedagoog. In 1893 richtte hij The Journal of Geology op, waarvan hij jarenlang redacteur was.